# Magnus Muhrén
Lars Magnus Muhrén, född 4 november 1974, är en svensk bandyspelare och bandytränare. Han blev fyra år i följd utsedd till årets man i svensk bandy.
Magnus Muhrén har åren 2014/2015 varit Radiosportens bandyexpert.
Magnus Muhrén deltog i 2015 års säsong av SVT-programmet Mästarnas Mästare. Det gjorde han som den andre bandyspelaren i programmets historia.

## Klubblagskarriär
Muhréns moderklubb är Skutskärs IF som han lämnade 1993 för spel i Sandvikens AIK. Där har han i hög grad bidragit till fem av klubbens SM-titlar, 1997, 2000, 2002, 2003 samt 2014. År 2000 gjorde han 55 mål.
Efter säsongen 2004/2005 lämnade Muhrén Sandvikens AIK för att spela för ryska Dynamo Moskva. HK Zorkij värvade honom därefter inför säsongen 2006/2007, men han gick sedan över till Raketa Kazan när säsongen var över.
Muhrén kom tillbaka till Sandvikens AIK/BK inför säsongen 2007/2008. Åren 2010–2013 spelade han för Gais Bandy där han anses vara en bidragande orsak till klubbens kliv upp till högsta serien. Inför säsongen 2013/2014 återvände Muhrén till Sandviken för att avsluta sin karriär i SAIK. I februari 2014 meddelade han att detta blir hans sista säsong som bandyspelare. Muhrén avslutade sin karriär genom att vinna SM-guld med Sandviken.
Den 12 februari 2016 gjorde Muhrén comeback som elitbandyspelare när hans nya lag Villa Lidköping mötte Broberg/Söderhamn på hemmaplan. Han noterades här för ett mål och en målgivande passning.

## Landslagskarriär

### Ungdomslandslag
Pojk-VM i ryska Syktyvkar 1991 var en av Magnus Muhréns första framgångar internationellt. Mästerskapet hade blivit framflyttat ett år på grund av oroligheter i landet, och bara några månader senare, i februari 1992, deltog han som 17-åring i junior-VM i Härnösand. Det blev guld för Sverige i båda turneringarna, och spelare som Andreas Bergwall, Magnus Granberg, Rinat Sjamsutov och Misja Svesjnikov var också med. De flesta var ett år äldre än Muhrén.

### Seniorlandslaget
Som 20-åring blev han för första gången uttagen till landslaget. Året därpå, i februari 1996 deltog han i Russian Government Cup och visade framfötterna i semifinalen mot Finland, genom att göra tre mål i landslagets 6-4-vinst. Lagom till Världsmästerskapet 1997 i Sverige hade han slagit sig in i truppen och fick vara med och ta sitt första VM-guld. Han gjorde tre av målen i Sveriges finalseger som slutade 10-5 mot Ryssland.
I den kylslagna VM-turneringen i Archangelsk 1999 blev det bara brons för Sverige, efter att man sensationellt åkte på stryk mot Finland i semifinalen.
Magnus Muhrén bestämde sig sedan för att lägga av sin dittills ganska korta landslagskarriär – han tyckte landslagssamlingarna tog för mycket tid i anspråk. Han var dock redan tillbaka till nästa VM-turnering, då Sverige tog silver 2001.
I Archangelsk 2003 tog Sverige tillbaka mästartiteln genom att slå Ryssland med 5-4 i finalen. Muhrén ansågs som en av de bästa mästerskapet igenom och belönades med att tas ut i världslaget tillsammans med Marcus Bergwall och Pelle Fosshaug som andra svenskar.
I Sandviken spelade Muhrén alltjämt som anfallare men redan 2001 fick han en mer tillbakadragen position i landslaget; en Brolin-roll skrev DN, utan att för den sakens skull bli mindre målfarlig.
Efter 2003 började VM-turneringen arrangeras varje år. 2004 tog sig Finland oväntat till final och lyckades där hålla jämna steg med Sverige. De vann till slut med 5-4 efter sudden death, men för Muhrén, som blivit lagkapten i landslaget, var det ett lyckat mästerskap individuellt.
Han blev poängkung, återigen invald i världslaget och utsågs till bästa mittfältare, trots att han kom till turneringen med en ryggskada som spökade.
”Att se Magnus spela bandy när det stämmer för honom är som att lyssna på ljuv musik”, tyckte förbundskaptenen Kenth Hultqvist. 
Inför turneringen hamnade Muhrén i ett mediabråk med en av Rysslands stora stjärnor, Sergej Lomanov Jr, efter att ha kallat honom för överreklamerad i en intervju. Lomanov svarade med att kritisera Muhrén: ”Jag tycker att det är Muhrén som är överreklamerad i det svenska laget. Han är rätt bra själv på att tuta och köra själv”.
Inför säsongen 2004/05 tackade han nej till landslaget, på grund av skadeproblemen och familjesituationen, men kovände redan innan jul. Han var i stället med och vann VM-turneringen i Kazan 2005, då Sverige besegrade Ryssland i finalen med 5-2. Det gick bra individuellt även den här gången, så pass bra att han utsågs till världens bäste spelare.
Säsongen 2005-2006 fick Muhrén spolierad av skador men han var tillbaka i VM-turneringen i Kemerovo 2007. Efter 1-3-förlusten i finalen mot Ryssland klippte han strängen till landslaget för tredje gången.
”Vi gör en massa långa jäkla bolltransporter, och spelar mer eller mindre på tre man i andra halvlek. Jag har liksom ingen riktigt plats i det här laget”, tyckte Magnus Muhrén.
Han hittade tillbaka till landslaget igen. Inför VM 2009 i Västerås lades ett stort ansvar på Muhrén. Men en ryggskada plågade honom, och han fick lämna truppen efter att ha provat spela en halvlek mot Kazakstan. Det var det sista som den publiken fick se av honom blågult.
Den kommande säsongen blev den bästa poängmässigt någonsin för Magnus Muhrén i Sandviken, men när den slutliga truppen skulle tas ut till VM var han bara reserv på hemmaplan. 
”Jag har bedömt att de andra spelarna som vi har på samma position passar bättre tillsammans. Vi har många dirigenter och alla kan inte få plats i en orkester”, motiverade förbundskaptenen Franco Bergman petningen.
Bergman utsattes för en kritikstorm med Pelle Fosshaug i spetsen:
”Han har gjort 62 poäng på 13 matcher – då är du något alldeles extra. Det finns ingen som har producerat så mycket poäng som Muhrén under en tioårsperiod. Han ska alltid finnas med i ett svenskt landslag”.
Efter den säsongen flyttade Magnus Muhrén till en mer undanskymd tillvaro i Gais bandy som spelade i Allsvenskan och han kom aldrig på allvar tillbaka till landslagsdiskussionen. Totalt har Muhrén 88 A-landskamper för Sverige varav 37 VM-matcher.

## Tränarkarriär
Säsongen 2015/16 var Magnus Muhrén players manager och därefter assisterande tränare säsongen 2016/2017,  i Villa Lidköping bandyklubb. Säsongen 2017/18 var Magnus Muhrén tränare för  Sandvikens AIK bandy i Elitserien. Från december 2019 var Magnus Muhrén assisterande tränare i AIK bandy i Elitserien. Säsongen 2020-2021 är han huvudtränare i AIK bandy.

## Familj
Magnus Muhrén är gift och har tre barn. Han är sonson till 1937 och 1953 års allsvenska skyttekung Henry Muhrén, som också blev svensk mästare 1944 för Skutskär. Magnus far Lars Muhrén representerade Skutskär, Sandviken och Sirius på allsvensk nivå och även yngre brodern Johan Muhrén har spelat allsvensk bandy i Skutskär.

## Meriter

### Klubblag
- Svensk mästare: 1997, 2000, 2002, 2003 och 2014.
- SM-silver: 1996, 1998, 2005, 2008
- World Cup-mästare: 2002
- World Cup-silver: 1994, 2001, 2003 och 2004.
- Mästare i Europacupen i bandy: 1997 och 2000
- Mästare i Svenska cupen: 2009 och 2010.
- Gjorde exakt 700 mål på 484 matcher för Sandvikens AIK i serie och slutspel. Med de 31 elitseriemålen han gjorde för Gais bandy har han ett facit på 731 mål i högsta ligan och det är bara en som har gjort fler än så, Jonas Claesson med 771 mål.

### Landslag
- Världsmästare: 1997, 2003 och 2005.
- Deltog i totalt 7 VM-turneringar och gjorde 42 mål på 37 matcher[10].
- Gjorde totalt 88 A-landskamper mellan åren 1993 och 2009. Har dessutom spelat 3 u-landskamper och 9 j-landskamper[11].

### Individuella utmärkelser
- Utsedd till Årets man i svensk bandy 2002, 2003, 2004, 2005. Ingen annan har vunnit utmärkelsen så många gånger i följd. Motiveringen 2002 löd: "Magnus Muhrén förenar som kanske ingen annan elegans och effektivitet, dribbler och målskytt i en och samma person. Inte minst bevisat genom att han vann den totala poängligan - mål och målgivande passningar. Den här säsongen har vi delvis sett en ny Muhrén - smalare och därför starkare, som visat genom ett utökat defensivt arbete, och inte minst, en mer balanserad Muhrén."
- Utsedd till Årets junior i svensk bandy 1994.
- Utsedd till Årets ICAnder (tidigare Årets gentleman) 2005.
- Allsvenskans/Elitseriens skyttekung 2000 (55 mål) och 2009 (44 mål), det senare tillfället delat med Christoffer Edlund, då i Vetlanda.
- Allsvenskans/Elitseriens poängkung fem gånger: 
1997 (42 mål/26 pass/68 poäng), 2000 (55 mål/23 pass/78 poäng), 2002 (41 mål/23 pass/64 poäng), 2004 (44 mål/39 pass/83 poäng), 2009 (44 mål/19 pass/63 poäng).
- Uttagen i World Cups All-star-lag 1996.
- Uttagen i VM:s All-star-lag 2003.
- Utsedd till världens bäste spelare i och med VM 2005.
- Utsedd till Gästriklands bäste idrottsman 1997, 2000, 2002 och 2003 av Gefle Dagblads, respektive Arbetarbladets sportredaktioner[12].
- Utsedd av Dagens Nyheter till 2000-talets trettionde bäste Svenska idrottare (som enda bandyspelare) med motiveringen: ”Årets man fyra gånger i följd. Dominerande i två världsmästarlag och tre SM-guldlag”. DN:s topp-31 tog hänsyn till annat än stjärnstatus: ”Vi låter resultat gå före stjärnstatus. Rankar titlar på meritlistan högre än träffar på Google. Och vi bryr oss bara om vad de gjort under det här decenniet. 1900-talet har vi stängt för länge sen”[13].
- Med på Göteborgs Postens lista över Göteborgs 50 hetaste idrottare åren 2010 till 2013 (Plats 15, 30, 31 och 44)[14].
- Med på Expressens topp 100-lista, ("listan där bäst är en sak, flest segrar en annan - men där det lika mycket handlar om utstrålning, attityd, kyla och dragningskraft. Kort sagt allt det som gör en Stjärna"), över Sveriges hetaste idrottare 2001 (32:a), 2003 (67:a), 2004 (59:a), 2005 (79:a), 2009 (74:a).
- Uttagen på Aftonbladets topp-100-lista över Sveriges bästa idrottare år 2000. På 70:e plats på en lista ”som enbart går efter meriter på idrottsarenan”[15].

## Säsongsstatistik
| 1993/94 | Sandvikens AIK | Allsvenskan       | ?   | ?   | ?   | ?   | ?   | ?  | ?  | ?   | ?  | ?  | 16  | ?    |
| 1994/95 | Sandvikens AIK | Allsvenskan       | 29  | ?   | 39  | ?   | ?   | 5  | ?  | 7   | ?  | ?  | 46  | ?    |
| 1995/96 | Sandvikens AIK | Allsvenskan       | ?   | ?   | 18  | ?   | ?   | 7  | ?  | 5   | ?  | ?  | 25  | ?    |
| 1996/97 | Sandvikens AIK | Allsvenskan       | 25  | ?   | 42  | 26  | 68  | 7  | ?  | 13  | ?  | ?  | 55  | ?    |
| 1997/98 | Sandvikens AIK | Allsvenskan       | ?   | ?   | 36  | 24  | 60  | 6  | ?  | 7   | ?  | ?  | 43  | ?    |
| 1998/99 | Sandvikens AIK | Allsvenskan       | ?   | ?   | 29  | ?   | ?   | 8  | ?  | 12  | ?  | ?  | 41  | ?    |
| 1999/00 | Sandvikens AIK | Allsvenskan       | 24  | ?   | 55  | 23  | 78  | ?  | ?  | 11  | ?  | ?  | 66  | ?    |
| 2000/01 | Sandvikens AIK | Allsvenskan       | ?   | ?   | 34  | ?   | ?   | ?  | ?  | 11  | ?  | ?  | 45  | ?    |
| 2001/02 | Sandvikens AIK | Allsvenskan       | 21  | ?   | 41  | 23  | 64  | 8  | ?  | 13  | ?  | ?  | 54  | ?    |
| 2002/03 | Sandvikens AIK | Allsvenskan       | ?   | ?   | 23  | ?   | ?   | 7  | ?  | 12  | ?  | ?  | 35  | ?    |
| 2003/04 | Sandvikens AIK | Allsvenskan       | ?   | ?   | 44  | 39  | 83  | 8  | ?  | 10  | ?  | ?  | 54  | ?    |
| 2004/05 | Sandvikens AIK | Allsvenskan       | 24  | 40  | 38  | 18  | 56  | 9  | 0  | 10  | 6  | 16 | 48  | 72   |
| 2005/06 | Zorkij         | Elitligan         | 11  | 20  | 7   | 6   | 13  | -  | -  | -   | -  | -  | 11  | 13   |
| 2006/07 | Dyn. Moskva    | Elitligan         | 11  | 10  | 15  | 8   | 23  | -  | -  | -   | -  | -  | 11  | 23   |
| 2006/07 | Raketa Kazan   | Elitligan         | 17  | 70  | 15  | 20  | 35  | -  | -  | -   | -  | -  | 17  | 35   |
| 2007/08 | Sandvikens AIK | Elitserien        | 26  | 65  | 40  | 36  | 76  | 7  | 20 | 8   | 6  | 14 | 48  | 90   |
| 2008/09 | Sandvikens AIK | Elitserien        | 25  | 90  | 44  | 19  | 63  | 7  | ?  | 7   | 6  | 13 | 51  | 76   |
| 2009/10 | Sandvikens AIK | Elitserien        | 24  | 40  | 48  | 48  | 96  | 9  | 30 | 2   | 5  | 7  | 50  | 103  |
| 2010/11 | Gais bandy     | Allsvenskan södra | 19  | 50  | 36  | 32  | 68  | 0  | 0  | 0   | 0  | 0  | 36  | 68   |
| 2011/12 | Gais bandy     | Elitserien        | 25  | 130 | 16  | 16  | 32  | 0  | 0  | 0   | 0  | 0  | 16  | 32   |
| 2012/13 | Gais bandy     | Elitserien        | 24  | 120 | 15  | 20  | 35  | 0  | 0  | 0   | 0  | 0  | 15  | 35   |
| 2013/14 | Sandvikens AIK | Elitserien        | 18  | 60  | 12  | 17  | 29  | 8  | 30 | 11  | 5  | 16 | 23  | 45   |
| Totalt* | Totalt*        | Totalt*           | 591 | 695 | 647 | 375 | 879 | 96 | 80 | 139 | 28 | 66 | 806 | 1250 |

- I totalen räknas all känd statistik ihop, men som man kan se i tabellen saknas viss information. Muhréns siffror sett över hela karriären är med andra ord högre än vad som framkommer här.

## Kuriosa om Magnus Muhrén
- Vann Riksmästerskapet i bandy för femteklassare med Bodaskolan ifrån Skutskär 1986. Motståndet stod Nyhemsskolan i Nässjö för och efter 3-3 vid full tid gick Bodaskolan, med Muhrén i spetsen, segrande efter straffar. Magnus stod för två mål i matchen och satte också en straff i avgörandet[16].
- Gjorde två mål i sin första match i Sandvikens AIK, då Katrineholm gästade Jernvallen 1993[17].
- Spelade i SAIK när laget hade sin 35 matcher långa förlustfria svit mellan 21/11/1999 hemma mot Falun fram till 29/11/2000 borta mot Sirius.
- Blev snabbaste premiärskytt i allsvenskan både 1995 och 1996[18].
- I Sandvikens tredje kvartsfinal mot Hammarby 2005 gjorde Magnus ett av historiens snabbaste mål, på 9 sekunder från avslag. Ingen officiell statistik på området finns, men enligt Expressens källor ska det vid tidpunkten bara ha varit ett mål som gjordes på 8 sekunder som varit snabbare[19].
- Har som flest gjort 8 mål i en och samma match. Det kom hemma mot Katrineholm säsongen 2009-2010 i en match som var rekordartad på flera sätt. Dels vann SAIK med rekordstora 22-2. Dels gjorde Christoffer Edlund flest mål i en och samma match någonsin, 12 stycken. Muhréns 8 mål innebar rekord i antal gjorda mål som näst bästa målskytt i en match. Allra mest imponerande kanske var att Magnus dessutom gjorde 8 assists och därmed satte rekord i poängproduktion i en match: 16 poäng![20][21].
- Tilldelades utmärkelsen Idrottsskölden 1993 när han gick på Hammarskolan i Sandviken. Priset har funnits sedan 1905 och ges till max en elev per gymnasieskola och år. Premien tilldelas den elev som anses vara skolans idrottsprofil och tillika en god kamrat, genom omröstning eller jurybeslut[22].
- Är sedan avtackningen på Jerntorget efter SM-guldet 2014 hedersmedlem i Sandvikens AIK. En av totalt tio[23].
- Spelade under huvuddelen av sin karriär med tröjnumret 13. Anledningen till att han började bära nummer 13 var att hans pappa, Lars Muhrén, spelade med nummer 13 i Skutskär. Både bandyintresset och siffran gick alltså i arv[24].
- Framdeles siktar Magnus på en karriär som golfare. En sport som han redan visat sin läggning för. 2008 stod han för en bedrift som fick eko i golfsverige. På en golfresa till Irland med bland annat bandyspelaren Johan Esplund gjorde han eagles på hålen 10, 11 och 13. ”På två av hålen sänkte jag från 80 meter och det tredje från 50 meter, det var helt sjukt”, sa Magnus till Aftonbladet. Han gjorde dessutom birdie på tre hål och slutade rundan på 65 slag – fyra under par[25].

## Citat om Magnus Muhrén
- "Han spelar med känsla och kan göra kreativa saker på plan. Magnus kommer att behövas för att vi ska kunna ta tillbaka VM-guldet".  (Dåvarande förbundskaptenen Kenth Hultqvist när Muhrén beslutat sig för att spela VM trots att en större boll införs 2000[26]).
- "En hygglig skridskoåkare med bra balans och koordination samt ett gott spelsinne och god spelförståelse". (Muhrén om sig själv i SAIK:s jubileumsbok 2001[18]).
- "En lirare som gör oväntade saker på planen. Kan själv hålla ett helt försvar i arbete. Skadefri kan han bli den som avgör säsongen". (Kenth Hultqvist till Expressen 2001[27]).
- "Ett riktigt spelgeni. Det är lätt att spela ihop med honom". (Patrik Nilsson 2003[28]).
- "Magnus har ingredienser som väldigt få spelare har. Han är väldigt svårläst och kan fortfarande överraska i en-mot-en-situationer". (Daniel "Zeke" Eriksson 2005[29]).
- "Deras (SAIK:s) playmaker och det största spelgeniet just nu i svensk bandy. Har dessutom en otrolig rutin och vet vad som krävs för att vinna". (Jonas Claesson 2008[30]).
- "Han hittar omöjliga luckor. Han har en 'helikoptersyn' nästan. Som att vara svävande ovanför de andra spelarna för att finna ytor till passningar och åkriktningar. På något sätt ser det ut som han har mer tid än alla spelare". (Pelle Fosshaug i samband med att Muhrén petades från landslaget 2009-2010[31]).
- "Han är den mest kreative offensive spelare vi haft inom bandyn. Muhrén har en förmåga att hitta lösningar, göra det oväntade och få fram det bästa ur andra. Han är en otroligt effektiv spelare som får ut väldigt mycket av sin kapacitet. Detta är ett tecken på ett bra huvud". (Pelle Fosshaug i samband med att Muhrén petades från landslaget 2009-2010[32]).
- "Det har varit en ära att få spela mot en sådan stor spelare. Den största storheten med honom, som människa och bandyspelare, är att han har varit med i två decennier och hållit klassen under så lång tid. Det har ingen annan spelare gjort, mig veterligen. Han är en stor spelare i svensk bandy. Gubben är trött och äter lite för mycket tjockpannkaka, men det är han som väger över till deras fördel, som gör att de vinner de här matcherna". (Villa-anfallaren Daniel Andersson efter uttåget mot Sandviken i tredje semifinalen 2014[33]).
- "Det är så jäkla roligt att han kommer tillbaka efter skadan och får lira en final. Förhoppningsvis får han vinna den. Han är en fantastisk bandyspelare, en av de bästa genom tiderna". (Anders Jakobsson till Aftonbladet efter finalavancemanget 2014[33]).
- "Det har varit fantastiskt, en ära att få spela med honom i två säsonger. Svensk bandy blir en profil fattigare, men någon gång tar karriären slut. Han kan inte avsluta på ett finare sätt, med en SM-final, som hemvändare till sin klubb. Det blir ett fantastiskt avslut och det unnar jag honom verkligen". (Christoffer Edlund inför SM-finalen 2014[34]).
- " 'Murren' har haft en helt fantastisk karriär och jag gläds med honom. Vi spelade tillsammans i Ryssland och jag känner väl till hans drivkraft och vinnarinstinkt. Det är den bäste spelaren vi haft i Sverige, i alla fall under min tid". (Västerås-spelaren Johan Esplund till DN inför finalen 2014[35]).
- "Sen det att han hade gått ut och sagt att han ska sluta har han inte tillåtit sig själv att vara dålig. Men han har inte mått speciellt bra för han har haft fruktansvärda magproblem i stort sett i hela slutspelet. Så när Magnus bestämmer sig för någonting, då genomför han det oftast på ett fantastiskt sätt, och det visar han ju här i dag. Efter den här skadan har han kommit tillbaka och varit en jätteviktig spelare i vårat lag. Och så får han avsluta på det här sättet, med att göra sitt sjuhundrade mål och vinna SM-guld. Jag kan inte tänka mig något bättre". (Anders Jakobsson till TV4 efter slutsignalen på Friends Arena 2014[36]).
- "Han är ett mysterium. Han är ju stark - det ser ju alla - men han saknar ju fysik! Och förklara det den som kan. Han har en kraft i sitt sätt att åka, han har en kraft i sitt sätt att röra sig, han har en urkraft inom sig. Men han borde inte ha orkat det han gjorde i dag". (Kenth Hultqvist i TV4 efter SM-finalen 2014[37]).
- "Han är ett unikum och han har ett inre kärnkraftverk som han tuggar i gång när det blir viktiga matcher. Han har en förmåga som inte många andra har, och det är att hitta det sista lilla som behövs för att höja sig en nivå. Han satte en enorm press på sig själv när han gick ut med att han skulle sluta, men det var nog det han behövde göra för att prestera på den nivån han gjorde i går". (Pelle Fosshaug i Expressen dagen efter SM-finalen 2014[38]).